# Melky Goeslaw
Melky Goeslaw (n. 7 de mayo de 1947, Morotai † f. 20 de diciembre del 2006) fue un cantante y mánager de boxeo indonesio. Era padre de la cantante Melly Goeslaw. Su canción titulada, "Pergi Untuk Kembali", fue elegido por la revista "Rolling Stone Indonesia", considerándola como la mejor canción de todos los tiempos en el 2009.

## Biografía
Melky Goeslaw nació en Morotai, una isla de Halmahera, en las Islas Molucas, el 7 de mayo de 1947. Se convirtió en un cantante activo en la música desde 1964, cuando se unió a una banda musical llamada Octa Nada, más adelante se unió a otras bandas musicales como Nada Anda y Nada Buana. También estuvo de gira con Bob Tutupoly e interpretaba el género rock en varios clubes nocturnos durante la década de los años 1970, durante este período, participó diligentemente en diferentes festivales musicales.
En 1974, Goeslaw fue finalista en el Festival de la Canción Popular Nacional (Festival Lagu populares Nasional), al año siguiente, después de posesionarse en el tercer lugar en un festival organizado en Yakarta, Goeslaw saltó a la fama tras participar y ganar con su tema musical titulado "Pergi Untuk Kembali" ("Deja a volver"), superando a otros famosos cantantes como Berlian Hutauruk y Hetty Koes Endang, inmediatamente alcanzó el mismo nivel de popularidad como cantantes consagrados como Broery y Hetty Koes Endang.
En 1977, en un emparejamiento con Diana Nasution, Goeslaw se quedó en segundo lugar con otros cantantes nacionales del Festival "Penyanyi Tingkat Nasional". Interpretó otra canción titulada "Bila Cengkeh Berbunga" ("Si la flor Clavos").

## Como mánager de boxeo
En 1987, junto con el músico Enteng Tanamal, Goeslaw se convirtió en el mánager del ex campeón de la Federación Internacional de Boxeo de Indonesia, Ellyas Pical. Pical eligió a Goeslaw, después de tener otros ex-manageres como Simson Tambunan y Anton Sihotang y manageres a corto plazo como Dali Sofari y Khairus Sahel. Por su parte, Goeslaw se alegró de que él podía manejar a Pical.

## Su muerte
En 1989, Goeslaw sufrió de un ataque al corazón. Como resultado, dejó de fumar y de beber y comenzó a asistir a una iglesia con más frecuencia. En 1995 ganó el Premio Kawakami para el trabajo de su vida. 
Goeslaw fue diagnosticado con cáncer de mama en el 2004. Según su hija Ully, sufrió problemas en sus pulmones, también se le informó padecía diabetes y una enfermedad del corazón. Falleció en Yakarta a las 16:. 00 hora local (GMT + 7,), el 20 de septiembre de 2006, mientras que a la espera de una ambulancia del Hospital de MMC en Kuningan, Yakarta del Sur, se desmayó en su casa de Petukangan Utara. Fue enterrado en el cementerio de Tanah Kusir, al lado de su hijo, Tansa. De acuerdo con Sorta Tobing, una periodista de Tempo, la muerte de Goeslaw condujo a un mayor interés al público por el problema de cáncer de mama masculino en Indonesia.